# Cappella musicale del Duomo di Milano
La cappella musicale del Duomo di Milano è il coro, formato da cantori adulti e bambini (pueri cantores), dotato di un patrimonio musicale proprio che accompagna musicalmente le celebrazioni nella cattedrale di Milano.

## Storia
La fondazione della Cappella Musicale risale al 3 settembre 1402, quando la Veneranda Fabbrica del Duomo nominò Matteo da Perugia biscantor e maestro di canto. Fu introdotta in questo modo la polifonia, canto a due o più melodie, affidato a quattro o cinque musici professionisti, mentre il coro o schola eseguiva le parti a una voce. I compiti affidati al musico erano quindi di accompagnare le funzioni unitamente ai chierici e al capitolo e di istruire tre fanciulli nell'arte della musica, per rinnovare il coro della voci bianche. Già nel secondo decennio del Quattrocento la Cappella era completamente strutturata nel suo organico: maestro, organista, vicemaestro, cantori adulti e fanciulli.

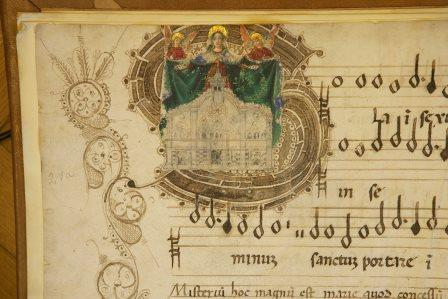
Lo stemma della Veneranda Fabbrica, nel capolettera del Codice gaffuriano

In seguito all'allontanamento di Matteo da Perugia, le sorti della cappella furono rette da Ambrosino da Pessano (1416-1425), fino alla nomina dell'avignonese Bertrand Feragut. La presenza di musici stranieri attesta la fama che la Cappella Musicale aveva acquistato, ma ne causò anche una certa instabilità. Nel 1462, infatti, la Veneranda Fabbrica del Duomo fu costretta a licenziare tutti i cantori e a ricomporre completamente l'organico. In seguito a questo fatto fu redatto il primo regolamento della cappelle con la definizione dei canti da eseguire.

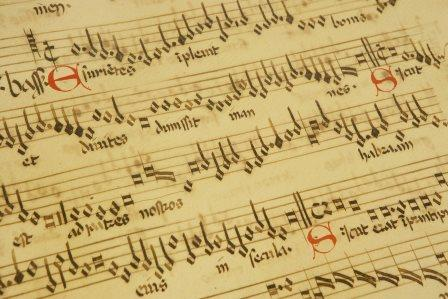
Una pagina del Codice gaffuriano

Tra le file dei musici stranieri, la cui presenza era caldeggiata dal Galeazzo Maria Sforza, vi fu anche il fiammingo Josquin des Prez, tra i più apprezzati musici del Quattrocento. Nel 1484 fu assunto il prete lodigiano Franchino Gaffurio, cui la Cappella del Duomo deve un nuovo e proficuo periodo. Oltre a comporre musica, primo italiano, dopo una lunga successione di fiamminghi, il Gaffurio coltivò gli studi musicali che pubblicò in vari trattati dedicati a Ludovico il Moro. A Franchino va anche riconosciuto il merito di aver dato una nuova organizzazione alla scuola, introducendo per i fanciulli cantori anche un'istruzione di base oltre che quella musicale, riconoscimenti in denaro per i cantori meritevoli e di aver salvato un patrimonio musicale di altissimo valore nel Liber Capelle Franchini Gafori.
La successione dei maestri dopo Franchino Gaffurio non fu semplice. La Cappella ritrovò nuovo slancio con Vincenzo Ruffo, nominato Maestro, probabilmente su consiglio di Carlo Borromeo. la Cappella risentì positivamente delle intenzioni del vescovo: il decoro del culto, la partecipazione ad esso, la disciplina dei cantori, la formazione umana e cristiana dei fanciulli, come risulta dai regolamenti del 1572. Nel 1572 venne nominato maestro di Cappella Cesare Gabussi, grazie al quale furono introdotti in cattedrale nuovi stili compositivi (lo stile a più cori e lo stile concertato).
Figura di spicco nel XVII secolo fu Ignazio Donati, che riprese la raccolta sistematica del repertorio musicale, che purtroppo manca delle partiture cinquecentesche. La cappella ha quasi sostituito completamente il coro dei canonici, si assiste al trionfo del canto policorale (fino a quattro cori e venti voci) e anche in Duomo si consolida la presenza dei cantori castrati, preferiti ai falsettisti. Aumentò così nel corso di questo secolo l'organico gaffuriano, con un numero crescente di cantori per le parti acute. Tra i molti che si avvicendarono al ruolo di Mastro, ricordiamo Michelangelo Grancini, che fu anche organista, e Giovanni Antonio Grossi, la cui produzione di musica sacra ammonta a centinaia di manoscritti.  
Nel corso del Settecento, l'osservanza allo stile antico limitò la creatività dei maestri, dal momento che in altre chiese erano in voga componimenti influenzati da atteggiamenti concertistici da melodramma. Dopo la lunga direzione di Carlo Baliani, fu la volta di Gianandrea Fioroni, che ebbe il merito di coltivare esclusivamente il genere sacro,
evitando altre contaminazioni. Fioroni ebbe come organista Johann Christian Bach.
Successivamente, fu assunto un altro illustre musicista, Giuseppe Sarti, noto soprattutto come compositore d'opera, ma che nella sua produzione per la cappella compose musica in assoluta coerenza con l'austerità dei riti. Il secolo si chiude con Carlo Monza, già organista ducale, la cui musica abbandonò il rigore della musica sacra, influenzato da quella profana.

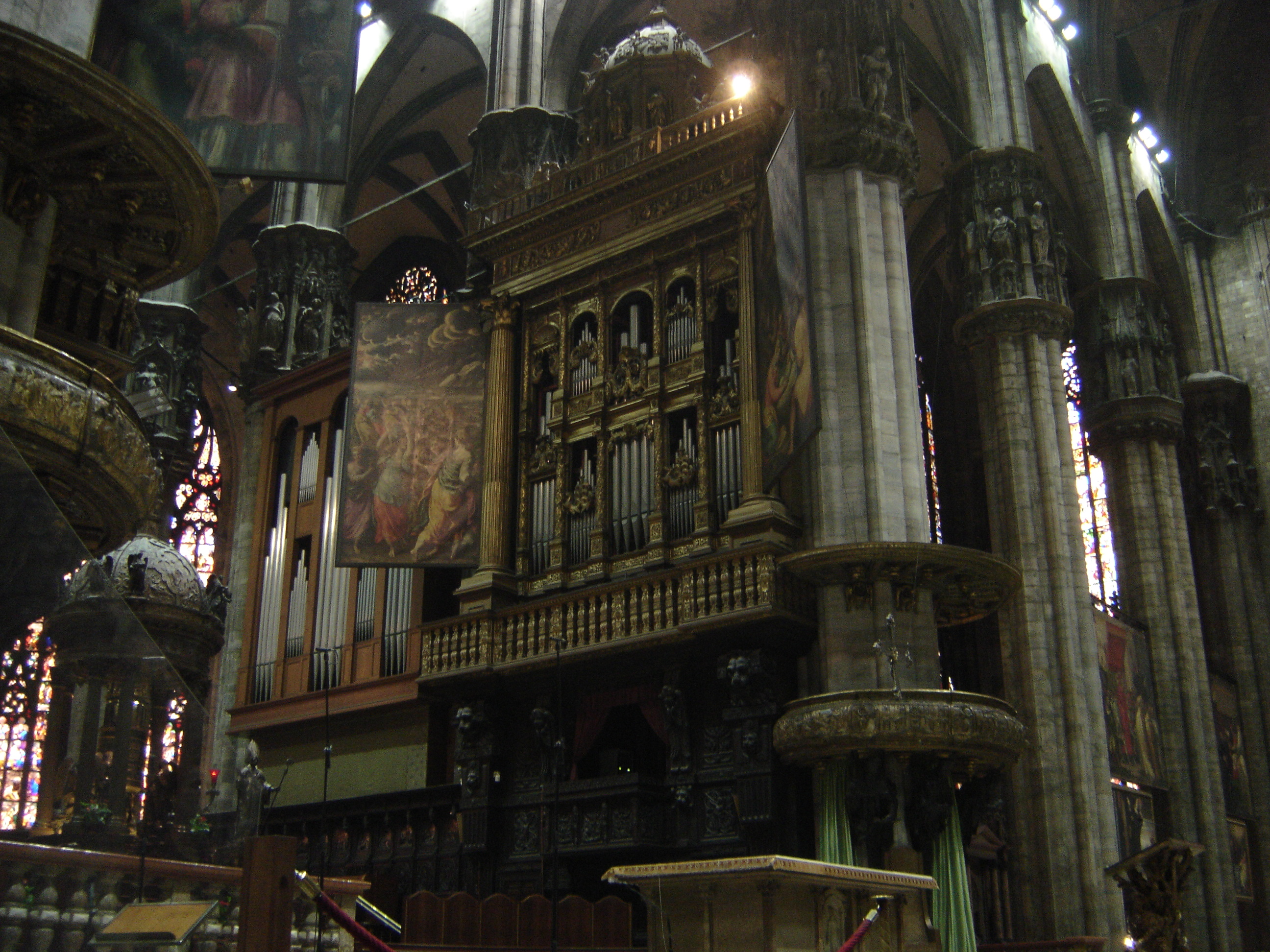
L'organo del Duomo di Milano

Nel XIX secolo, l'avvento della dominazione austriaca aveva comportato una riduzione dell'autonomia, per quanto riguarda la gestione, della Veneranda Fabbrica sulla Cappella musicale. Il Regio governo aveva avocato a sé la nomina del maestro di cappella, così nel 1824 venne nominato Benedetto Neri, cui successe Raimondo Bucheron.
Anche il Regno d'Italia mantenne le prerogative del governo austriaco e furono eletti in successione Guglielmo Quarenghi, Pietro Platania, Giuseppe Gallignani, autore tra gli altri della riforma ceciliana. Con la direzione di Salvatore Gallotti, si diede nuova importanza all'educazione umana e musicale dei fanciulli, alla scuola di canto ambrosiano, al recupero della polifonia classica e all'esecuzione di musiche trascritte dalle partiture conservate nell'Archivio.
Nel 1938, operazione di rilievo sia per il Duomo che per la Cappella, fu attuata una riforma che aveva come scopi quello di potenziare il corpus organario quello di costruire una nuova Cantoria, secondo quanto già ideato e sperimentato dal Gallotti. Il dopoguerra vede nominato Maestro di cappella Pietro Dentella, già vicedirettore dal 1924, e, nel 1957, don Luciano Migliavacca, cui si deve una "seconda fondazione" della Cappella e un'epoca di originale creatività. La scuola dei fanciulli fu portata a quaranta cantori, per la quale la Fabbrica progettò una nuova sede attrezzata.
Notevole fu il rinnovato impegno nel recupero del Fondo musicale dell'Archivio e la sua produzione in lingua italiana che, dopo il Concilio Vaticano II, ebbe ampia diffusione.
Nel 1998 Claudio Riva, vice organista e assistente di Migliavacca, fu nominato maestro reggente. Dal 2007 al 2021, la Cappella è retta da don Claudio Burgio. Dal 2021 al 2025 il maestro direttore è mons. Massimo Palombella.
Dal 2025 la Cappella è diretta da Alberto Sala.

## Direttori
Il primo maestro di canto, Matteo da Perugia, venne nominato il 3 settembre 1402 dai deputati della Veneranda Fabbrica del Duomo di Milano. In vista di un allontanamento provvisorio il suo posto fu preso da sacerdoti, mentre Matteo, dopo essere ritornato, rimase sino al 1416.
I suoi successori furono:
- Ambrogio da Pessano (1416-1425)
- Bertrando Ferraguto (1425-1430)
- Santino Taverna (1463-1477)
- Josquin Desprez (1459-1473)
- Franchino Gaffurio (1484-1522 )
- Vincenzo Ruffo ( 1563-1573)
- Giulio Cesare Gabussi (1583-1611)
- Vincenzo Pellegrini (1612-1631)
- Ignazio Donati (1631-1638)
- Antonio Maria Turati (1642-1650)
- Michelangelo Grancini (1650-1669)
- Giovanni Antonio Grossi (1669-1684)
- Giovanni Maria Appiani (1693-1714)
- Carlo Baliani (1714-1747)
- Gianandrea Fioroni (1747-1778)
- Giuseppe Sarti (1779-1787)
- Carlo Monza (1787-1801)
- Agostino Quaglia (1802-1823)
- Benedetto Neri (1824-1841)
- Raimondo Boucheron (1847-1876)
- Guglielmo Quarenghi (1877-1881)
- Pietro Platania (1881-1883)
- Giuseppe Gallignani (1884-1891)
- Salvatore Gallotti (1892-1928)
- Marziano Perosi (1930-1949)
- Pietro Dentella (1949-1957)
- Luciano Migliavacca (1957-1998)
- Claudio Riva (1998-2004)
- Gianluigi Rusconi (2005-2006)
- Claudio Burgio (2007-2021)
- Massimo Palombella (2021-2025)
- Alberto Sala (dal 2025)

## La scuola
Il Duomo è il luogo del servizio liturgico della cappella, mentre la formazione e la preparazione musicale avviene nella sede della Scuola «Franchino Gaffurio», edificio costruito tra il 1958 e il 1960, che si affaccia sulla Darsena di Porta Ticinese, nell'area un tempo occupata dal cantiere marmisti. Nel fabbricato hanno sede le aule per la scuola primaria e secondaria di primo grado, per l'educazione musicale e le prove di coro, l'apprendimento dell'organo, pianoforte, la cappella, la palestra, oltre agli uffici e ai locali adibiti a mensa, cucina e servizi.
I ragazzi frequentano la scuola dal quarto anno della scuola primaria, che impegna gli alunni sommando al normale monte ore il tempo da dedicare all'istruzione musicale, fino al terzo anno della scuola secondaria.
La Cappella Musicale è presente in Duomo tutte le domeniche e le festività religiose infrasettimanali e sovente anche nei vespri pomeridiani. Ogni presenza della cappella comporta l'impegno pari a quello per la preparazione di un concerto: trascrizione delle partiture, prove ed esecuzioni. La cappella, oltre ad attingere al vasto patrimonio musicale della Fabbrica, aggiorna continuamente il repertorio con le composizioni dei maestri di cappella.

## Attività
La Cappella accompagna la funzione domenicale delle 11.00 in Duomo e le celebrazioni delle principali festività; si esibisce inoltre in numerosi concerti e si dedica alla registrazione discografica.